# Ontruiming van de Hooglanden

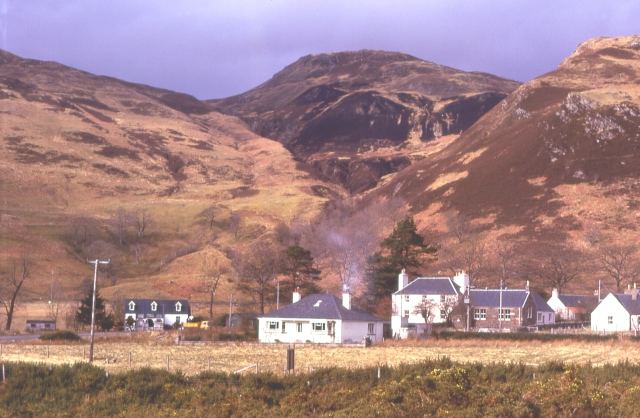
Auchertyre, een dorp in de Hooglanden

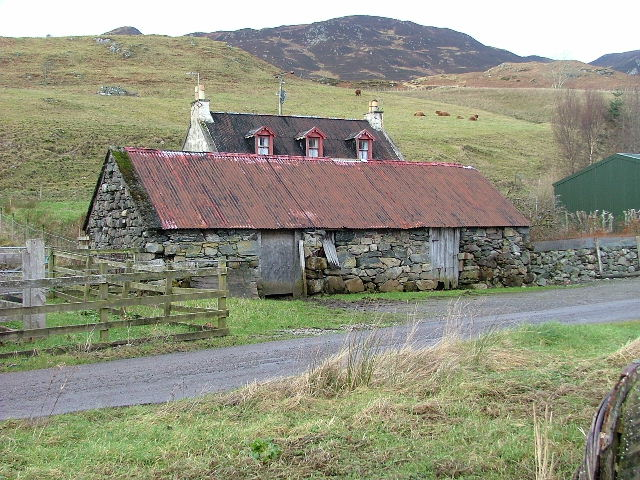
Een eeuwenoude pachterswoning in Upper Ardelve

De ontruiming van de Hooglanden, algemeen in het Engels de Clearances genoemd, was een periode in de geschiedenis van de Schotse Hooglanden waarin een aanzienlijke gedwongen emigratie uit het gebied plaatsvond, tussen 1750 en 1860.
De periode staat bekend als een dieptepunt in de geschiedenis van Schotland; gedurende de Clearances werden tienduizenden gezinnen uit de Highlands verdreven, door toedoen van economische en sociale perikelen. Na de ontruimingen is het inwonerspeil van de Hooglanden nooit meer op het niveau van ervoor gekomen. In Strathnaver alleen werden ongeveer 15.000 inwoners verjaagd.
De Clearances was eigenlijk een langdurige periode van economische achteruitgang, die ten minste gedeeltelijk een gevolg was van de feodale structuur van de landbouw. Traditioneel werd Schotland beheerst door clans; al sinds de vroege middeleeuwen was het land onder een aantal machtige families verdeeld. De stamhoofden lieten op hun grondgebied pachtboeren verschillende gewassen verbouwen, vooral haver. De clans dreven onderling handel, onder meer in vee. De etiquette vereiste dat gasten van andere clans steeds goed ontvangen werden en het was niet ongebruikelijk dat vriendschapsbanden met het schenken van schapen werden bevestigd. Dit feodale systeem hield in de Hooglanden stand tot in de 18de eeuw, terwijl de Schotse Laaglanden toen al sterk verstedelijkten en de geldeconomie er inmiddels volop haar intrede had gedaan. 
In het feodale systeem speelde een middenlaag van kleinere landheren, de tacksmen, een belangrijke rol. Zij waren de, vaak erfelijke, pachters van grote grondgebieden in de Highlands. Op hun beurt verpachtten zij weer het grootste deel aan kleine boeren, de crofters, al hadden ze meestal zelf ook een uitgestrekt landgoed in beheer. In dit systeem van pachten en verpachten kwamen de zwaarste lasten onvermijdelijk te liggen bij de man onderaan de piramide; de crofter. Deze werd bovendien ook nog gedwongen tot het doen van allerlei herendiensten, zoals de zeewierverwerking ten behoeve van sodaproductie. Toen de Hooglanden door de toenemende vraag naar wol en vlees voor de grootgrondbezitters aantrekkelijk werden voor grootschalige schapenteelt, waren niet alleen de kleine pachters, maar ook de tacksmen niet zeker meer van hun bron van inkomsten. Het systeem werkte niet goed meer en de situatie werd in de loop van meer dan honderd jaar langzaam maar zeker onhoudbaar. 
Naarmate de grondeigenaren steeds meer hun inkomsten zochten in grootschalige schapenteelt, stuitte dit op meer verzet. Want waar het land meer opbracht door er schapen op te laten grazen moesten de mensen verdwijnen, aanvankelijk met een financiële aansporing, later ook met geweld. De boeren zochten vaak hun toevlucht bij de alcohol, en er ontstonden hevige conflicten waarbij tacksmen werden aangevallen. De situatie verergerde nog door de Grote hongersnood, die ook Schotland niet onberoerd liet. Deze conflictperiode wordt wel de Landoorlog van de Highlands genoemd, omdat de pachters op grote schaal van hun grond verdreven werden. Veel anderen vertrokken vrijwillig omdat ze er geen bestaan meer konden opbouwen. Het uiteindelijke gevolg was een massale emigratie van de Hooglanders, waarbij de meerderheid naar de Verenigde Staten uitweek. Van de tacksmen kwamen er in het begin van de 19e eeuw verschillende als plantagehouder in Suriname terecht.
Een speciale commissie werd in 1886 vanuit Londen naar de Hooglanden gestuurd om het probleem te onderzoeken. Er werd besloten het systeem van tacksmen en onderhuur af te schaffen, maar toen was het kwaad al geschied: de Hooglanden waren leeggelopen en bleven tot diep in de 20e eeuw een kwijnende achtergebleven regio. In datzelfde jaar 1886 werd de Crofters Act aangenomen die de crofters meer bescherming bood waarbij de gebeurtenissen in Ceannabeinne aanleiding hebben gegeven. 
De leegloop van de Hooglanden is een langdurig en geleidelijk proces geweest: al rond 1750 vertrokken de eerste tacksmen naar andere oorden, en de tendens stopte niet na 1886. Ook vandaag is er nog een bevolkingsafname in de afgelegen regio's, te wijten aan de beperkte economische mogelijkheden en de barre geografische omstandigheden. Een ander gevolg, zij het zeker niet enkel om die reden, was een achteruitgang van de Schots-Gaelische taal: de ontvolking van de Hooglanden heeft een drastische versplintering van het Keltische taalgebied teweeggebracht, waarbij emigranten doorgaans al na één generatie in de nieuwe omgeving hun oorspronkelijke taal verloren.

## Afbeeldingen

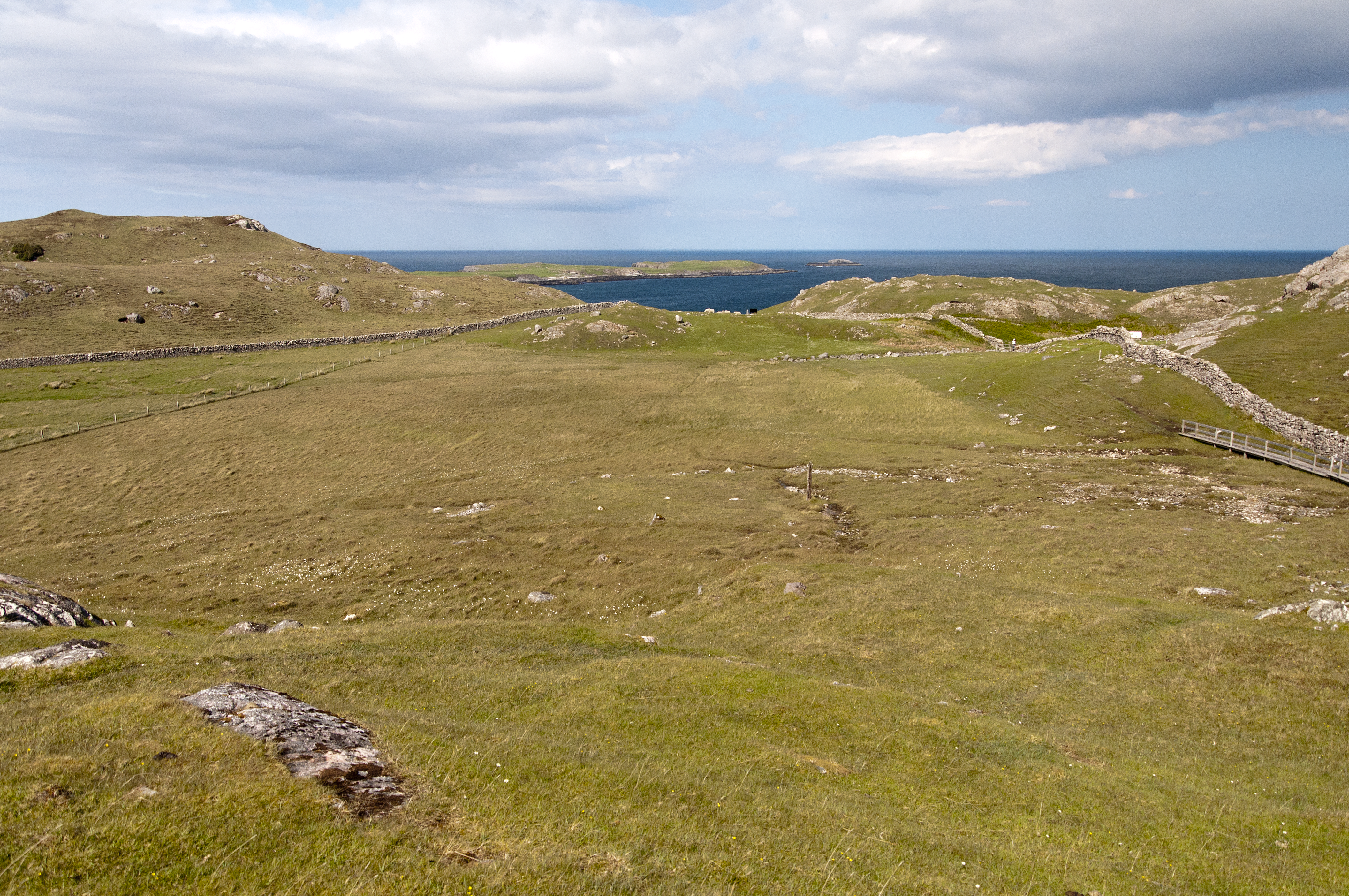
Contouren van huizen in de bodem en de muurtjes in Ceannabeinne
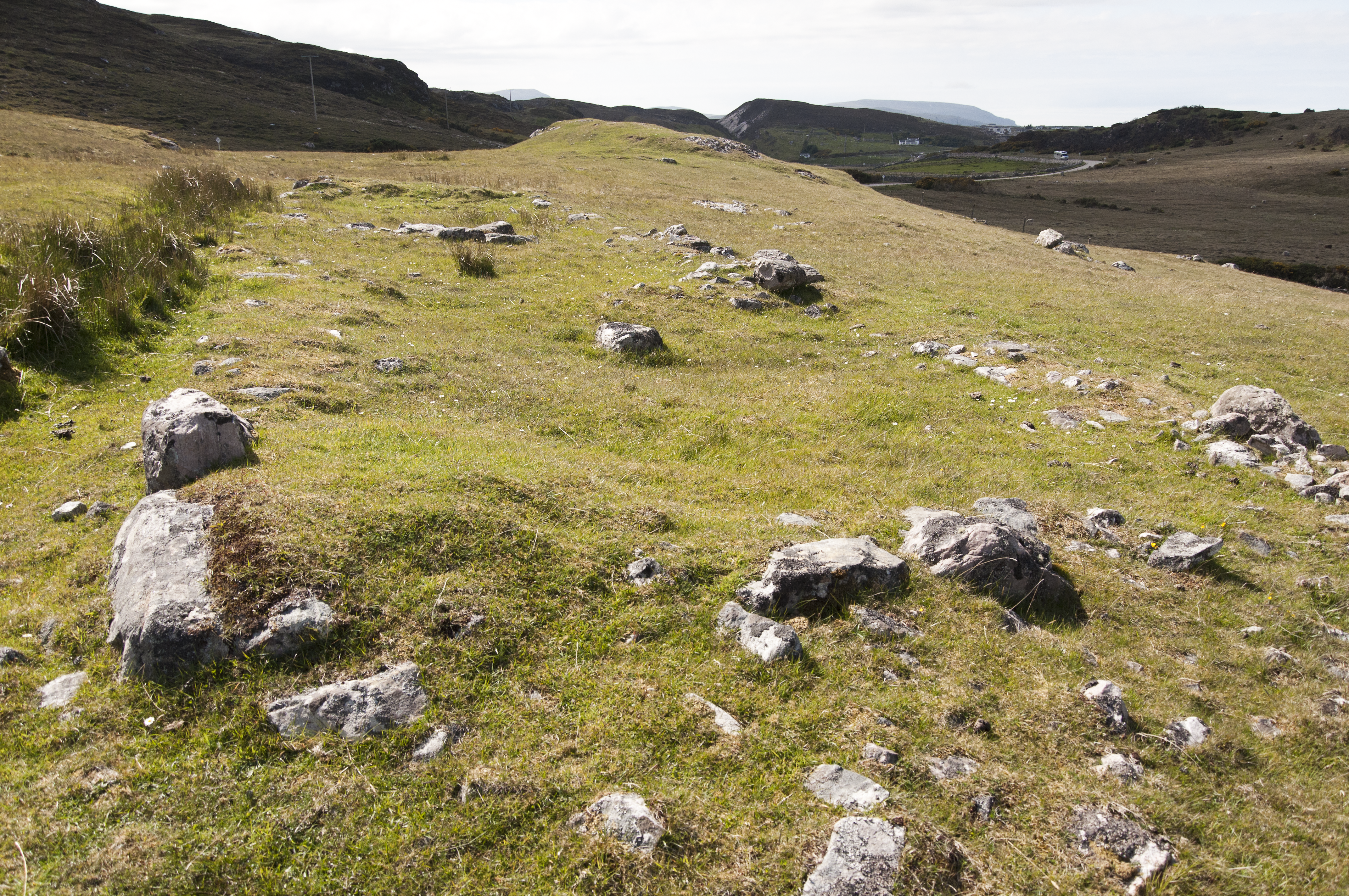
Een verlaten longhouse in Ceannabeinne